# Trifluor-klórmetán
A trifluor-klórmetán, R-13, CFC-13, vagy Freon 13 egy nem gyúlékony, nem korrozív klór-fluor-karbon (CFC) és kevert halometán. 
Hűtőgépekben használják hűtőanyagként, de mivel felmerült ózonkárosító hatásának veszélye, egyre kevesebb helyen használják. 
A Montréali jegyzőkönyv szerint 2010-ig be kell szüntetni a gyártását.